# Роджер-Милс (округ)
Округ Роджер-Милс (англ. Roger Mills County) располагается в штате Оклахома, США. Официально образован в 1892 году. По состоянию на 2013 год, численность населения составляла 3743 человека.

## География
По данным Бюро переписи США, общая площадь округа равняется 2969 км2, из которых 2957 км2 суша и 12 км2 или 0,400 % это водоёмы.

## Население
По данным переписи населения 2000 года в округе проживает 3 436 жителей в составе 1 428 домашних хозяйств и 988 семей. Плотность населения составляет 1,00 человек на км2. На территории округа насчитывается 1 749 жилых строений, при плотности застройки около 1,00-го строения на км2. Расовый состав населения: белые — 91,76 %, афроамериканцы — 0,29 %, коренные американцы (индейцы) — 5,47 %, азиаты — 0,09 %, гавайцы — 0,00 %, представители других рас — 0,52 %, представители двух или более рас — 1,86 %. Испаноязычные составляли 2,65 % населения независимо от расы.
В составе 29,40 % из общего числа домашних хозяйств проживают дети в возрасте до 18 лет, 58,80 % домашних хозяйств представляют собой супружеские пары проживающие вместе, 6,80 % домашних хозяйств представляют собой одиноких женщин]] без супруга, 30,80 % домашних хозяйств не имеют отношения к семьям, 28,60 % домашних хозяйств состоят из одного человека, 16,90 % домашних хозяйств состоят из престарелых (65 лет и старше), проживающих в одиночестве. Средний размер домашнего хозяйства составляет 2,38 человека, и средний размер семьи 2,91 человека.
Возрастной состав округа: 23,80 % моложе 18 лет, 6,70 % от 18 до 24, 24,70 % от 25 до 44, 26,00 % от 45 до 64 и 26,00 % от 65 и старше. Средний возраст жителя округа 42 лет. На каждые 100 женщин приходится 100,50 мужчин. На каждые 100 женщин старше 18 лет приходится 96,90 мужчин.
Средний доход на домохозяйство в округе составлял 30 078 USD, на семью — 35 921 USD. Среднестатистический заработок мужчины был 22 224 USD против 19 821 USD для женщины. Доход на душу населения составлял 16 821 USD. Около 11,50 % семей и 16,30 % общего населения находились ниже черты бедности, в том числе — 20,40 % молодёжи (тех, кому ещё не исполнилось 18 лет) и 10,40 % тех, кому было уже больше 65 лет.